# 1er Prince
Circonscription électorale provinciale du Canada
1er Prince était une circonscription électorale dans la province canadienne de l'Île-du-Prince-Édouard, qui élisait deux membres à l'Assemblée législative de l'Île-du-Prince-Édouard de 1873 à 1996.

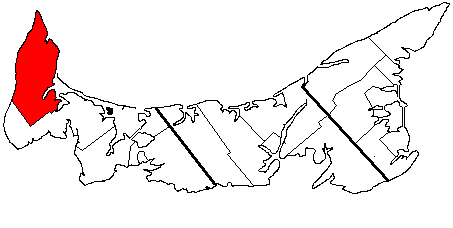
Carte démontrant la circonscription électorale de 1er Prince

Le district contenait la partie ouest du comté de Prince. Les communautés du district incluent Alberton et Tignish.
Quand les districts électoraux provinciaux furent réorganisés en districts d'un seul représentant en 1996, 1er Prince fut remplacé par les districts de Tignish-DeBlois, Alberton-Miminegash et West Point-Bloomfield.

## Membre de l'Assemblée législative
Membre de l'Assemblée législative

### Deux membres de 1873 à 1893
|  | Années    | Membre              | Parti   |
|  | --------- | ------------------- | ------- |
|  | 1873-1873 | G. W. Howlan        |         |
|  | 1873-1883 | Nicholas Conroy     | Libéral |
|  | 1883-1887 | Sranislaus F. Perry | Libéral |
|  | 1890-1893 | Bernard D. McLellan | Libéral |

|  | Années    | Membre           | Parti        |
|  | --------- | ---------------- | ------------ |
|  | 1873-1874 | S. F. Perry      | Libéral      |
|  | 1875-1876 | Francis Gallant  |              |
|  | 1876-1879 | Edward Hackett   |              |
|  | 1879-1883 | Peter Gavin      | Conservateur |
|  | 1883-1893 | John A. Matheson | Libéral      |

### Deux membres (député et conseiller) de 1893 à 1996

#### Député
|  | Années    | Membre                | Parti        |
|  | --------- | --------------------- | ------------ |
|  | 1893-1897 | J. Blanchard          | Conservateur |
|  | 1897-1899 | Edward Hackett        | Conservateur |
|  | 1899-1900 | Henry J. Pineau       |              |
|  | 1900-1912 | Benjamin Gallant      | Libéral      |
|  | 1912-1915 | Sylvaine F. Gallant   | Conservateur |
|  | 1915-1922 | Benjamin Gallant      | Libéral      |
|  | 1922-1931 | Jeremiah Blanchard    | Libéral      |
|  | 1931-1943 | Aeneas Gallant        | Libéral      |
|  | 1943-1945 | Joseph A. Bernard     | Libéral      |
|  | 1945-1947 | Clarence F. Morrissey |              |
|  | 1947-1951 | J. Hector Richard     | Libéral      |
|  | 1951-1955 | Hubert J. Gaudet      | conservateur |
|  | 1955-1959 | Prosper Arsenault     | Libéral      |
|  | 1959-1962 | Hubert J. Gaudet      | conservateur |
|  | 1962-1970 | Prosper Arsenault     | Libéral      |
|  | 1970-1982 | Russell Perry         | Libéral      |
|  | 1982-1996 | Robert Morrissey      | Libéral      |

#### Conseiller
|  | Années    | Membre                   | Parti        |
|  | --------- | ------------------------ | ------------ |
|  | 1893-1897 | Benjamin Rogers          | Libéral      |
|  | 1897-1900 | James E. Birch           | Libéral      |
|  | 1900-1904 | Benjamin Rogers          | Libéral      |
|  | 1904-1912 | John Agnew               | Libéral      |
|  | 1912-1919 | Charles E. Dalton        | Conservateur |
|  | 1919-1923 | Christopher Metherall    | Libéral      |
|  | 1923-1927 | Wilfred Tanton           | Conservateur |
|  | 1927-1931 | Robert H. Gordon         | Libéral      |
|  | 1931-1943 | Thane Alexander Campbell | Libéral      |
|  | 1943-1951 | Fred C. Ramsay           | Libéral      |
|  | 1951-1955 | J. W. D. Campbell        | Conservateur |
|  | 1955-1959 | Fred C. Ramsay           | Libéral      |
|  | 1959-1962 | J. W. D. Campbell        | Conservateur |
|  | 1962-1993 | Robert E. Campbell       | Libéral      |
|  | 1993-1996 | Hector MacLeod           | Libéral      |